# Pasuggun
Pasuggun (hangul: 파수꾼) – południowokoreański serial telewizyjny emitowany na antenie MBC. Serial był emitowany od 22 maja do 11 lipca 2017 roku, w poniedziałki i wtorki o 22:00, liczy 32 odcinki. Główne role odgrywają w nim Lee Si-young, Kim Young-kwang, Kim Tae-hoon, Kim Seul-gi oraz Key.

## Obsada

### Główna
- Lee Si-young jako Jo Soo-ji
- Kim Young-kwang jako Jang Do-han (właśc. Lee Kwan-woo)
- Kim Tae-hoon jako Kim Eun-jung
- Kim Seul-gi jako Seo Bo-mi
- Key jako Gong Kyung-soo

### W pozostałych rolach
Seoul Central District Prosecutors' Office
- Choi Moo-sung jako Yoon Seung-ro
- Kim Sang-ho jako Oh Kwang-ho

Criminal Investigation Team
- Kim Sun-young jako Lee Sun-ae
- Jung Suk-yong jako Nam Byung-jae
- Seo Jae-Hyung jako Ma Jin-ki

Inni
- Shin Dong-wook jako Lee Kwan-woo (właśc. Jang Do-han)
- Kim Jung-young jako Soo Ji-mo
- Jeon Mi-seon jako Park Yoon-hee
- Song Seon-mi jako Chae Hye-sun
- Park Solomon jako Yoon Si-wan
- Lee Ji-won jako Jin Se-won
- Ham Na-young jako Jo Yoo-na
- Jang Jae-hee
- Seo Jae-hyung
- Choi Soo-hyung jako Kim Woo-sung
- Kim Sa-hee jako Seung-hee
- Bae Je-ki jako Choi Myung-hee
- Yun Da-yeong jako Kim Kyung-min
- Kim Dong-joo jako matka Woo-sunga
- Ahn Jong-min
- Jung Da-won
- Nam Jung-hee
- Hong Keun-taek
- Suk Bo-bae
- Lee Min-uk
- Kim So-yeon
- Kim Mi-hye
- Jung Young-hoon
- Jung Hyun-suk jako lekarz
- Son Hyun-joon
- Woo Sang-jun jako ksiądz
- Hong Sung-deok jako ojciec Jang Do-hana
- Park Sung-gyun
- Jeon Jae-hyung
- Song Seung-yong
- Cho Dong-in jako Han Dong-won
- Na Kyung-chul
- Hwang Tae-kwang
- Ha Min
- Shin Yoo-ri
- Lee Seok-ho
- Park Mi-na
- Bong Eun-seon
- Lim Song-ha
- Han Ye-seul
- Kim Young-jin
- Kim Yeon-joo
- Kim Seon-ah
- Jeon Ji-hak
- Kim Joo-hee
- Hyun Seok-joon
- Kang Hyun-uk
- Song Young-jae
- Shin Young-jin
- Nam Tae-boo
- Lim Jae-geun
- Choi Tae-hwan
- Lim Seung-dae jako Seo Joo-wan, wuj Seo Bo-mi (odc. 12)
- Kim Ki-moo
- Kim Do-yoon jako Kang Jin-goo
- Bae Ki-beom
- Song Kyung-hee
- Kim Jin-hee
- Kim Woo-hyun
- Hong Keun-taek
- Ahn Jong-min
- Seo Yoon-ah jako siostra Seo Bo-mi
- Ri Min
- Park Won-ho
- Kim Sun-hye
- Cha Min-hyuk
- Park Bum-gyu

## Oglądalność
| No. | Data emisji          | Oglądalność | Oglądalność |
| No. | Data emisji          | TNmS        | AGB Nielsen |
| --- | -------------------- | ----------- | ----------- |
| 1   | 22 maja 2017(dts)    | 4,9%        | 6,0%        |
| 2   | 22 maja 2017(dts)    | 5,8%        | 5,7%        |
| 3   | 23 maja 2017(dts)    | 5,4%        | 4,6%        |
| 4   | 23 maja 2017(dts)    | 4,8%        | 4,8%        |
| 5   | 29 maja 2017(dts)    | 5,8%        | 5,6%        |
| 6   | 29 maja 2017(dts)    | 5,7%        | 6,6%        |
| 7   | 30 maja 2017(dts)    | 7,0%        | 6,2%        |
| 8   | 30 maja 2017(dts)    | 7,6%        | 7,3%        |
| 9   | 5 czerwca 2017(dts)  | 6,3%        | 6,8%        |
| 10  | 5 czerwca 2017(dts)  | 6,8%        | 7,5%        |
| 11  | 6 czerwca 2017(dts)  | 7,2%        | 7,1%        |
| 12  | 6 czerwca 2017(dts)  | 7,2%        | 7,7%        |
| 13  | 12 czerwca 2017(dts) | 7,2%        | 6,1%        |
| 14  | 12 czerwca 2017(dts) | 8,7%        | 7,2%        |
| 15  | 13 czerwca 2017(dts) | 7,2%        | 7,2%        |
| 16  | 13 czerwca 2017(dts) | 8,6%        | 8,1%        |
| 17  | 19 czerwca 2017(dts) | 6,3%        | 7,2%        |
| 18  | 19 czerwca 2017(dts) | 6,9%        | 7,7%        |
| 19  | 20 czerwca 2017(dts) | 6,8%        | 8,5%        |
| 20  | 20 czerwca 2017(dts) | 6,9%        | 8,6%        |
| 21  | 26 czerwca 2017(dts) | 6,5%        | 7,4%        |
| 22  | 26 czerwca 2017(dts) | 7,2%        | 8,2%        |
| 23  | 27 czerwca 2017(dts) | 7,9%        | 8,0%        |
| 24  | 27 czerwca 2017(dts) | 8,9%        | 8,6%        |
| 25  | 3 lipca 2017(dts)    | 7,2%        | 6,6%        |
| 26  | 3 lipca 2017(dts)    | 7,8%        | 7,3%        |
| 27  | 4 lipca 2017(dts)    | 9,0%        | 8,3%        |
| 28  | 4 lipca 2017(dts)    | 9,1%        | 9,7%        |
| 29  | 10 lipca 2017(dts)   | 8,7%        | 7,3%        |
| 30  | 10 lipca 2017(dts)   | 9,4%        | 8,5%        |
| 31  | 11 lipca 2017(dts)   | 9,3%        | 9,3%        |
| 32  | 11 lipca 2017(dts)   | 9,7%        | 10,2%       |

## Nagrody i nominacje
| Rok  | Nagroda              | Kategoria                                               | Nominowany      | Wynik     | Źródło |
| ---- | -------------------- | ------------------------------------------------------- | --------------- | --------- | ------ |
| 2017 | Grimae Awards        | Najlepszy nowy aktor                                    | Key             | Wygrana   | [ 4 ]  |
| 2017 | 36. MBC Drama Awards | Top Excellence Award, Actor in a Monday-Tuesday Drama   | Kim Young-kwang | Nominacja | [ 5 ]  |
| 2017 | 36. MBC Drama Awards | Top Excellence Award, Actress in a Monday-Tuesday Drama | Lee Si-young    | Nominacja | [ 5 ]  |
| 2017 | 36. MBC Drama Awards | Excellence Award, Actress in a Monday-Tuesday Drama     | Kim Seul-gi     | Nominacja | [ 5 ]  |
| 2017 | 36. MBC Drama Awards | Golden Acting Award, Actor in a Monday-Tuesday Drama    | Shin Dong-wook  | Nominacja | [ 5 ]  |
| 2017 | 36. MBC Drama Awards | Golden Acting Award, Actress in a Monday-Tuesday Drama  | Kim Sun-young   | Nominacja | [ 5 ]  |
| 2017 | 36. MBC Drama Awards | Najlepszy nowy aktor                                    | Key             | Nominacja | [ 5 ]  |
| 2017 | 36. MBC Drama Awards | Najlepszy nowy aktor/Najlepsza nowa aktorka             | Park Solomon    | Nominacja | [ 5 ]  |
| 2017 | 36. MBC Drama Awards | Best Character Award, Fighting Spirit Acting            | Lee Si-young    | Nominacja | [ 5 ]  |